# كويا سايتو
كويا سايتو (باليابانية: 斎藤 広野) (مواليد 5 أغسطس 1986)، هو لاعب كرة قدم ياباني سابق كان يلعب كمدافع.

## وصلات خارجية
- كويا سايتو على موقع رابطة كرة القدم اليابانية للمحترفين (اليابانية)